# Ukijo-e
Ukijo-e je smer v japonske umetnosti, ki je cvetela od 17. do 19. stoletja. Njeni umetniki so ustvarili lesoreze in slike s temami iz vsakdanjega življenja, ki so bile zanimive za običajne ljudi, teme, kot so ženske lepotice; igralci kabukija in borci sumo; prizori iz zgodovine in ljudskih pravljic; prizori s potovanj in pokrajine; rastlinstvo in živalstvo in erotika. Izraz ukijo-e (浮世絵) se prevaja kot »slika plavajočega sveta«. Edo (sodobni Tokio) je v začetku 17. stoletja postal sedež vlade pod vojaško diktaturo. Trgovski razred na spodnjih stopnjah družbene lestvice je od hitre gospodarske rasti mesta imel največ koristi. Številni so se prepuščali zabavi gledališča kabuki, kurtizanam in gejšam iz lahkoživih predelov mesta. Izraz ukijo (»plavajoči svet«) je opisal ta hedonistični življenjski slog. Tiskane ali poslikane ukijo-e slike iz tega okolja, so nastale v poznem 17. stoletju in so bile priljubljene pri trgovskem razredu, ki je postal dovolj bogat, da si je privoščil okrasiti svoje domove z njimi.
Prvi uspeh so bile v času po 1670 Moronobujeve slike in enobarvni odtisi lepih žensk. Barva je v grafiki prihajala postopoma — najprej na roko za posebna naročila. V 1640-ih umetniki, kot je bil Masanobu, začenjajo uporabljati več lesorezov za tiskanje enega in istega odtisa v različnih barvah. V 1660-ih, z Harunobujevimi »brokatnimi tiski« je ta tehnika slikanja v resničnih barvah postala standard. Strokovnjaki so visoko cenili portrete lepotic in igralcev iz rok mojstrov, kot so bili Kijonaga, Utamaro in Šaraku, ki so prišli na oder kasno v 18. stoletju. 19. stoletje je dalo dva mojstra, ki sta najbolj znana po svojih krajinah: drznega formalista Hokusaija, katerega Veliki val pred obalo Kanagave je med najbolj znanimi japonskimi umetninami in vedrega Hirošigeja, ki je najbolj znan po svoji zbirki Triinpetdeset postaj na Tokaido. Po smrti teh dveh mojstrov je ustvarjanje ukijo-e pod kolesi tehnološke in socialne modernizacije v okviru obnove Meidži po letu 1868 doživelo strm upad.
Nekateri med umetniki ukijo-e so se odločili za slikanje, večina pa je upodabljala z lesorezi. Umetniki so redko sami ustvarjali lesoreze; delo so si delili umetnik, ki je delo oblikoval, lesorezec, ki je izdelal lesorez in tiskar, ki je lesorez prepojil s tiskarsko barvo in ga odtisnil na ročno izdelan papir in končno založnik, ki je financiral izdelek, delal reklamo zanj in ga prodajal. Ker se je tiskalo na roko, so tiskarji ustvarjali učinke, ki s strojem niso možni, kot sta na primer mešanje in gradacija barve med tiskom.
Ukijo-e je bila bistvenega pomena za to, kako je Zahod konec 19. stoletja dojemal in razumel japonsko umetnost, posebno krajine Hokusaija in Hirošigeja. Po 1870 je japonizem postal pomemben trend in imel močan vpliv na prve impresioniste kot so bili Degas, Manet in Monet, kot tudi na post-impresioniste z van Goghom in na umetnike art nouveau, kot je bil Toulouse-Lautrec. 20. stoletje je doživelo preporod v japonski grafiki: šin-hanga (nove grafike) so izkoristile zanimanje Zahoda za tradicionalne japonske teme, gibanje sōsaku-hanga (ustvarjalno tiskanje) pa je spodbudilo individualno ustvarjalnost umetnika, ki je dela zasnoval, izrezal in natisnil sam. Grafika poznega 20. stoletja je nadaljevala te tokove in se pri tem pogosto posluževala metod, ki so jih uvozili z Zahoda.

## Zgodovina

### Predzgovina
Japonska umetnost od obdobja Heian (794–1185) je sledila dvema glavnima potema: nativistični tradiciji Jamato-e, osredotočeni na japonske teme, najbolj poznani po delih šole Tosa in kitajski kara-e v različnih slogih, kot so enobarvne slike s črnilom  Sesšu Toja in njegovih učencev. Slikarska šola Kanō je vključevala značilnosti obeh.
Od antike je japonska umetnost našla pokrovitelje v aristokraciji, vojaških vladah in verskih oblasteh. Do 16. stoletja življenja navadnih ljudi niso bila glavna tema slikanja in tudi ko so bila vključena, so bila dela luksuzni predmeti, narejeni za vladajoče samuraje in bogate trgovske razrede. Kasneje so se pojavila dela meščanov in zanje, vključno s poceni monokromatskimi slikami ženskih lepot in prizorišč gledališča in predelov za zabavo. Ročno izdelana narava teh šikomi-e je omejevala obseg njihove produkcije, mejo, ki so jo kmalu premagali žanri, ki so se obrnili k množičnemu tisku lesenih blokov.
V daljšem obdobju državljanske vojne v 16. stoletju se je razvil razred politično močnih trgovcev. Ti mačišū (町衆, predhodniki čōninov iz obdobja Edo, so se povezali z dvorom in imeli moč nad lokalnimi skupnostmi; njihovo pokroviteljstvo umetnosti je spodbudilo oživitev klasične umetnosti v poznem 16. in zgodnjem 17. stoletju. V zgodnjem 17. stoletju je Tokugava Iejasu (1543–1616) združil državo in bil imenovan za šōguna z vrhovno oblastjo nad Japonsko. Utrdil je svojo vlado v Edu (sodobni Tokio) in zahteval, da se zemeljiški gospodje tam vsako leto zberejo s spremstvom. Zahteve rastočega kapitala so iz dežele pritegnile veliko moških delavcev, tako da so moški predstavljali skoraj sedemdeset odstotkov prebivalstva. Mesto je v obdobju Edo (1603–1867) zraslo s 1800 prebivalcev na več kot milijon v 19. stoletju.
Centralizirani šogunat je odpravil moč mačišūja in prebivalstvo razdelil na štiri družbene razrede, z vladajočim razredom samurajev na vrhu in trgovskim razredom na dnu. Medtem ko so bili prikrajšani za politični vpliv, so tisti iz trgovskega razreda imeli največ koristi od hitro rastočega gospodarstva v obdobju Edo, njihov izboljšan položaj pa je omogočil preživljanje prostega časa, ki so ga mnogi iskali v rekreacijskih okrožjih - zlasti Jošivara v Edu—in zbiranje umetnin za okrasitev domov, kar je v prejšnjih časih precej presegalo njihove finančne zmožnosti. Izkušnja četrti za užitek je bila odprta za tiste z zadostnim premoženjem, manirami in izobrazbo.
Tiskanje lesenih blokov na Japonskem sega v Hjakumanō Daranileta 770 n.št. Do 17. stoletja je bil tak tisk rezerviran za budistične pečate in podobe. Premične črke so se pojavile okoli leta 1600, a ker je japonski pisni sistem zahteval približno 100.000 kosov črk, je bilo ročno vrezovanje besedila na lesene bloke učinkovitejše. V Saga Domain sta kaligraf Hon'ami Kōecu in založnik Suminokura Soan združila natisnjeno besedilo in slike v priredbi Zgodbe Iseja (1608) in drugih literarnih del. V dobi Kanei (1624–1643) so bile ilustrirane knjige ljudskih pravljic, imenovane tanrokubon (»oranžno-zelene knjige«), prve knjige, množično izdelane z lesotiskom. Podobe blokov so se še naprej razvijale kot ilustracije žanra kanazōši zgodb o hedonističnem urbanem življenju v novi prestolnici. Obnova Eda po velikem požaru v Meirekiju leta 1657 je povzročila modernizacijo mesta in izdajanje ilustriranih tiskanih knjig je cvetelo v hitro urbaniziranem okolju.
Izraz »ukiyo«, ki ga lahko prevedemo kot »lebdeči svet«, je bil sozvočen s starodavnim budističnim izrazom, ki je označeval »ta svet žalosti in žalosti«. Novejši izraz je bil včasih uporabljen za pomen »erotično« ali »stilsko«, med drugim pomeni, in je začel opisovati hedonistični duh časa za nižje sloje. Asai Rjōi je slavil ta duh v romanu Ukijo Monogatari (»Zgodbe o plavajočem svetu«, c. 1661): 
»živeti samo za trenutek, uživati luno, sneg, češnjeve cvetove in javorjeve liste, peti pesmi, piti sake in se preusmeriti samo v lebdenje, brez skrbi za obete neizbežne revščine, živahno in brezskrbno, kot buča, ki jo nosi rečni tok: temu pravimo ukijo.«

### Pojav ukijo-eja (konec 17.– začetek 18. stoletja)
Najzgodnejši umetniki ukijo-e so izhajali iz sveta japonskega slikarstva. Slikarstvo Jamato-e v 17. stoletju je razvilo slog obrisanih oblik, ki je omogočal, da je črnilo kapljalo na mokro površino in se širilo proti obrisom - to obrisovanje oblik je postalo prevladujoči slog ukijo-eja.
Okoli leta 1661 so postali priljubljeni poslikani viseči zvitki, znani kot Portreti lepotic Kanbun. Slike iz obdobja Kanbun (1661–73), ki so večinoma anonimne, so zaznamovale začetke ukijo-eja kot samostojne šole. Slike Ivase Matabeija (1578–1650) so zelo sorodne s slikami ukijo-e. Znanstveniki se ne strinjajo, ali je samo Matabeijevo delo ukijo-e;  trditve, da je bil utemeljitelj žanra, so še posebej pogoste med japonskimi raziskovalci. Včasih je bil Matabei pripisan kot umetnik nepodpisanega zaslona Hikone, zložljivega zaslona bjōbu, ki je morda eno najzgodnejših ohranjenih del ukijo-eja. Zaslon je v prefinjenem slogu Kanō in prikazuje sodobno življenje, ne pa predpisane teme slikarskih šol.
Hišikava Moronobu (1618–1694) je kot odgovor na naraščajoče povpraševanje po delih ukijo-e izdelal prve lesene grafike. Do leta 1672 je bil Moronobujev uspeh tolikšen, da je začel podpisovati svoja dela – prvi med knjižnimi ilustratorji, ki je to storil. Bil je plodovit ilustrator, ki je delal v najrazličnejših žanrih in je razvil vpliven slog upodabljanja ženske lepote. Najpomembneje je, da je začel izdelovati ilustracije, ne samo za knjige, ampak kot slike na enem listu, ki so lahko samostojne ali uporabljene kot del serije. Šola Hišikava je pritegnila veliko število privržencev, pa tudi posnemovalcev, kot je Sugimura Džihei in nakazala začetek popularizacije nove umetniške oblike.
Tori Kijonobu I in Kaigecudō Ando sta po mojstrovi smrti postala ugledna posnemovalca Moronobujevega sloga, čeprav nobeden ni bil član šole Hišikava. Oba sta zavrgla podrobnosti v ozadju v prid osredotočenosti na človeško figuro – kabuki igralce v jakuša-e Kijonobuja in šole Tori, ki mu je sledila, ter kurtizane v bidžin-ga Anda in njegove Kaigecudō šole. Ando in njegovi privrženci so izdelali stereotipno žensko podobo, katere dizajn in poza sta bila primerni za učinkovito množično produkcijo, priljubljenost pa je ustvarila povpraševanje po slikah, ki so jo izkoristili drugi umetniki in šole. Šola Kaigecudō in njena priljubljena »lepotica Kaigecudō« sta se končala po Andovem izgnanstvu zaradi njegove vloge v škandalu Edžima-Ikušima leta 1714.
Kjotski domačin Nišikava Sukenobu (1671–1750) je slikal tehnično dovršene slike kurtizan. Velja za mojstra erotičnih portretov, leta 1722 pa ga je vlada prepovedala, čeprav se verjame, da je še naprej ustvarjal dela, ki so krožila pod različnimi imeni. Sukenobu je večino svoje kariere preživel v Edu, njegov vpliv pa je bil precejšen v regijah Kanto in Kansai. Slike Mijagava Čošuna (1683–1752) so upodabljale življenje zgodnjega 18. stoletja v nežnih barvah. Čōšun ni naredil nobenih odtisov. Šola Mijagava, ki jo je ustanovil v zgodnjem 18. stoletju, je bila specializirana za romantične slike v slogu, ki je bolj prefinjen v linijah in barvah kot šola Kaigecudō. Čōšun je dovolil večjo svobodo izražanja svojim privržencem, skupini, ki je kasneje vključevala Hokusaija.
- Zgodnji mojstri ukijo-e
- Stoječi portret kurtizane, tuš in barvna slika na svili, Kaigecudō Ando, c. 1705–10
- Portret igralcev, ročno pobarvan tisk Kijonobu, 1714
- Natisnjena stran iz Asakajama E-hon, Sukenobu, 1739
- Rjukjuanova plesalka in glasbeniki, slikanje s tušem in barvami na svili, Čōšun, c. 1718

### Barvni odtisi (sredina 18. stoletje)
Tudi v najzgodnejših monokromatskih tiskih in knjigah so barvo dodajali ročno za posebna naročila. Povpraševanje po barvah v zgodnjem 18. stoletju je bilo izpolnjeno z tan-e odtisi, ročno obarvanimi z oranžno in včasih zeleno ali rumeno. Tem je v 1720-ih sledila moda za rožnato obarvan beni-e in kasneje lakirano črnilo uruši-e. Leta 1744 je bil benizuri-e prvi uspeh v barvnem tiskanju z uporabo več lesenih blokov - po enega za vsako barvo, najzgodnejša beni roza in rastlinsko zelena.
Veliki samopromotor Okumura Masanobu (1686–1764) je igral pomembno vlogo v obdobju hitrega tehničnega razvoja tiskarstva od konca 17. do sredine 18. stoletja. Leta 1707 je ustanovil trgovino in združil elemente vodilnih sodobnih šol v široko paleto žanrov, čeprav sam Masanobu ni pripadal nobeni šoli. Med novostmi v njegovih romantičnih, liričnih podobah je bila uvedba geometrijske perspektive v žanru uki-e v 1740-ih; dolgi, ozki odtisi hašira-e in kombinacija grafike in literature v grafikah, ki so vključevale haiku poezijo, ki jo je sam napisal.
Ukijo-e je dosegel vrhunec v poznem 18. stoletju s pojavom barvnih tiskov, ki so se razvili po tem, ko se je Edo po dolgi depresiji pod Tanumo Okivugujem vrnil v blaginjo. Te priljubljene barvne odtise so poimenovali nišiki-e ali »brokatne slike«, saj so bile njihove briljantne barve podobne uvoženim kitajskim brokatom šučiang, v japonščini znanim kot Šokō nišiki. Prvi, ki so se pojavili, so bili dragi natisi koledarjev, natisnjeni z več bloki na zelo fin papir s težkimi, neprozornimi črnili. Ti odtisi so imeli v dizajnu skrito število dni za vsak mesec in so bili poslani ob novem letu kot osebna voščila z imenom mecena in ne umetnika. Bloke za te grafike so kasneje ponovno uporabili za komercialno produkcijo, pri čemer so izbrisali pokroviteljevo ime in ga nadomestili z umetnikovim. 
Nežne, romantične grafike Suzukija Harunobuja (1725–1770) so bile med prvimi, ki so uresničile ekspresivne in kompleksne barvne modele, natisnjene z do ducatom ločenih blokov za obdelavo različnih barv in poltonov.Njegove zadržane, graciozne grafike so priklicale klasicizem poezije vaka in slikarstva Jamato-e. Plodni Harunobu je bil prevladujoči umetnik ukijo-e svojega časa. Uspeh Harunobujevega barvitega nišiki-eja od leta 1765 dalje je privedel do strmega upada povpraševanja po omejenih paletah benizuri-e in uruši-e, kot tudi ročno barvanih odtisov.
Po Harunobujevi smrti leta 1770 se je povečal trend proti idealizmu Harunobujevih grafik in šole Tori. Kacukava Šunšō (1726–1793) in njegova šola sta izdelala portrete kabuki igralcev z večjo zvestobo dejanskim potezam igralcev, kot je bil trend. Nekoč sodelavca Korjūsai (1735 – c. 1790) in Kitao Šigemasa (1739–1820) sta bila vidna slikarja žensk, ki sta prav tako odmaknila ukijo-e od prevlade Harunobujevega idealizma, tako da sta se osredotočila na sodobno urbano modo in slavne kurtizane iz resničnega sveta ter gejše. Korjūsai je bil morda najplodnejši umetnik ukijo-eja 18. stoletja in je ustvaril večje število slik in grafik kot kateri koli predhodnik. Šola Kitao, ki jo je ustanovil Šigemasa, je bila ena prevladujočih šol zadnjih desetletij 18. stoletja.
V 1770-ih je Utagava Tojoharu izdelal številne perspektivne grafike uki-e, ki so pokazale mojstrstvo zahodnih perspektivnih tehnik, ki so se izmuznile njegovim predhodnikom v tem žanru. Tojoharujeva dela so pripomogla k pionirju krajine kot teme ukijo-eja, ne pa zgolj ozadja za človeške figure. V 19. stoletju so bile perspektivne tehnike zahodnega sloga sprejete v japonsko umetniško kulturo in uporabljene v prefinjenih krajinah umetnikov, kot sta Hokusai in Utagava Hirošige,  slednji je bil član šole Utagava, ki jo je ustanovil Tojoharu. Ta šola naj bi postala ena najvplivnejših in ustvarila dela v veliko več različnih žanrov kot katera koli druga šola.
- Zgodnji barvni ukijo-e
- Dva zaljubljenca pod dežnikom v snegu, Harunobu, c. 1767
- Araši Otohači kot Ippon Saemon, Šunšō, 1768
- Hinazuru iz Čōdžija Korjūsai, c. 1778-80
- Gejša in služabnica nosi svojo škatlo šamisen Šigemasa, 1777
- Perspektivne slike krajev na Japonskem: Sandžūsangen-dō v Kjotu, Tojoharu, c. 1772-1781

### Obdobje vrhunca (konec 18. stoletja)
Medtem ko so bili konec 18. stoletja težki gospodarski časi, je ukijo-e doživel vrhunec v količini in kakovosti del, zlasti v obdobju Kansei (1789–1791). Ukijo-e obdobja reform Kansei je prinesel osredotočenost na lepoto in harmonijo, ki je v naslednjem stoletju zapadla v dekadenco in disharmonijo, ko so se reforme zlomile in napetosti narasle, kar je doseglo vrhunec v obnovi Meidži leta 1868.
Zlasti v 1780-ih je Tori Kijonaga (1752–1815) iz šole Tori upodabljal tradicionalne teme ukijo-eja, kot so lepota in urbani prizori, ki jih je tiskal na velike liste papirja, pogosto kot vodoravne diptihe ali triptihe. Njegova dela so se odrekla Harunobujevim pesniškim sanjam in se raje odločila za realistične upodobitve idealiziranih ženskih oblik, oblečenih po zadnji modi in v pozah na slikovitih lokacijah. Izdelal je tudi portrete kabuki igralcev v realističnem slogu, ki je vključeval spremljevalne glasbenike in zbor.
Leta 1790 je stopil v veljavo zakon, ki je zahteval, da imajo tiski cenzorski žig odobritve za prodajo. Cenzura se je v naslednjih desetletjih poostrila in kršitelji so bili lahko ostro kaznovani. Od leta 1799 so celo predhodni osnutki zahtevali odobritev. Skupina prestopnikov iz šole Utagava, vključno s Tojokunijem, je leta 1801 zatrla svoja dela, Utamaro pa je bil leta 1804 zaprt zaradi tiskanja političnega in vojaškega voditelja iz 16. stoletja Tojotomija Hidejošija.
Utamaro (okoli 1753–1806) je zaslovel v 1790-ih s svojimi portreti bidžin ōkubi-e (»velikoglave slike lepih žensk«), ki so se osredotočali na glavo in zgornji del trupa, slog, ki so ga drugi prej uporabljali pri portretih kabuki igralcev. Utamaro je eksperimentiral s črtami, barvami in tehnikami tiskanja, da bi pokazal subtilne razlike v značilnostih, izrazih in ozadjih predmetov iz najrazličnejših razredov in ozadij. Utamarove individualne lepote so bile v ostrem nasprotju s stereotipnimi, idealiziranimi podobami, ki so bile običajne. Do konca desetletja, še posebej po smrti njegovega pokrovitelja Cutaja Džūzabura leta 1797, je Utamarova izjemna proizvodnja padla v kakovosti in umrl je leta 1806.
Odtisi skrivnostnega Šarakuja, ki so se nenadoma pojavili leta 1794 in prav tako nenadoma izginili deset mesecev pozneje, sodijo med najbolj znane v ukiyo-eju. Šaraku je izdelal osupljive portrete kabuki igralcev, pri čemer je v svoje grafike vnesel višjo raven realizma, ki je poudaril razlike med igralcem in portretiranim likom. Izraziti, izkrivljeni obrazi, ki jih je upodabljal, so bili v močnem kontrastu z mirnimi, maskam podobnimi obrazi, ki so pogostejši pri umetnikih, kot sta Harunobu ali Utamaro. Šarakujevo delo, ki ga je izdal Cutaja, je naletelo na odpor in leta 1795 je njegovo delo prenehalo tako skrivnostno, kot se je pojavilo, njegova prava identiteta pa še vedno ni znana. Utagava Tojokuni (1769–1825) je izdelal kabuki portrete v slogu meščanov Edo, ki se je zdel bolj dostopen, s poudarkom na dramatičnih položajih in izogibanjem Šarakujevemu realizmu.
Dosledna visoka raven kakovosti zaznamuje ukiyo-e poznega 18. stoletja, vendar dela Utamara in Šarakuja pogosto zasenčijo druge mojstre te dobe. Eden od Kijonaginih privržencev, Eiši (1756–1829) je opustil svoj položaj slikarja za šōguna Tokugava Ieharuja in se lotil oblikovanja ukiyo-e. Svojim portretom gracioznih, vitkih kurtizan je vnesel prefinjen smisel in za seboj pustil številne ugledne študente. S fino linijo je Eišōsai Čōki (fl. 1786–1808) oblikoval portrete nežnih kurtizan. Šola Utagava je v poznem obdobju Edo prevladala nad ukiyo-e produkcijo.
Edo je bil glavno središče produkcije ukiyo-e skozi celotno obdobje Edo. Drugo večje središče se je razvilo v regiji Kamigata na območjih v in okoli Kjota in Osake. V nasprotju z raznovrstnostjo motivov na grafikah Edo so bili v Kamigate večinoma portreti kabuki igralcev. Slog teh grafik se je malo razlikoval od tistih iz Eda do poznega 18. stoletja, deloma zato, ker so se umetniki pogosto premikali sem ter tja med obema področjema. Barve so mehkejše in pigmenti debelejši pri Kamigatinih odtisih kot pri Edovih odtisih. V 19. stoletju so številne grafike oblikovali ljubitelji kabukija in drugi amaterji.
- Mojstri vrhunca obdobja
- Hlajenje na obrežju reke, Kijonaga, c. 1785
- Tri lepotice današnjega časa, Utamaro, c. 1793
- Ičikava Ebizo kot Takemura Sadanošin, Šaraku, 1794
- Onoe Eisaburo I, Utagava Tojokuni, ok.1800
- Festival Nivaka v licencirani četrti, Čoki, c. 1800

### Pozni razcvet: flora, favna in krajina (19. stoletje)
Reforme Tenpō 1841–1843 so skušale zatreti zunanje razkazovanje razkošja, vključno s prikazovanjem kurtizan in igralcev. Posledično so številni umetniki ukijo-e oblikovali potovalne prizore in slike narave, zlasti ptic in rož. Pokrajinam so od Moronobuja dalje posvečali malo pozornosti in so predstavljale pomemben element v delih Kijonage in Šunčōja. Šele pozno v obdobju Edo se je pokrajina uveljavila kot žanr, zlasti z deli Hokusaija in Hirošigeja. Žanr krajine je prevladal v zahodnem dojemanju ukijo-eja, čeprav je imel ta dolgo zgodovino pred temi poznodobnimi mojstri. Japonska pokrajina se je od zahodne tradicije razlikovala po tem, da se je bolj zanašala na domišljijo, kompozicijo in atmosfero kot na strogo upoštevanje narave.
Samooklicani »nori slikar« Hokusai (1760–1849) je imel dolgo in raznoliko kariero. Njegovo delo zaznamujeta pomanjkanje sentimentalnosti, ki je značilna za ukijo-e, in osredotočenost na formalizem pod vplivom zahodne umetnosti. Med njegovimi dosežki so njegove ilustracije romana Takizave Bakina Polmesec, njegova serija skicirk, Hokusai Manga in njegova popularizacija krajinskega žanra s Šestintrideset pogledov na goro Fudži, ki vključuje njegovo najbolj znano grafiko, Veliki val pri Kanagavi, eno najbolj znanih del japonske umetnosti. V nasprotju z delom starejših mojstrov so bile Hokusaijeve barve drzne, ploščate in abstraktne, njegova tema pa niso bila območja užitka, temveč življenja in okolje običajnih ljudi pri delu. Uveljavljeni mojstri Eisen, Kunijoši in Kunisada so prav tako sledili Hokusaijevim korakom v pokrajinskih grafikah v 1830-ih in ustvarili grafike z drznimi kompozicijami in osupljivimi učinki.
Čeprav njihovi bolj znani predniki niso bili pogosto deležni pozornosti, je šola Utagava v tem obdobju zatona ustvarila nekaj mojstrov. Plodoviti Kunisada (1786–1865) je imel malo tekmecev v tradiciji izdelovanja portretnih grafik kurtizan in igralcev. Eden od teh tekmecev je bil Eisen (1790–1848), ki je bil prav tako spreten v krajini. Morda zadnji pomemben član tega poznega obdobja, Kunijoši (1797–1861), se je preizkusil v različnih temah in slogih, podobno kot Hokusai. Njegovi zgodovinski prizori bojevnikov v nasilnih spopadih so bili priljubljeni, zlasti njegova serija junakov iz Suikoden (1827–1830) in Čūšingura (1847). Bil je spreten v krajinah in satiričnih prizorih - slednje področje, ki je bilo v diktatorskem ozračju obdobja Edo redko raziskovano; da si je Kunijošia lahko drznil lotiti takšnih tem, je bil znak oslabitve šogunata v tistem času.
Hirošige (1797–1858) velja za Hokusaijevega največjega tekmeca po velikosti. Specializiral se je za slike ptic in rož ter spokojne pokrajine in je najbolj znan po svojih potopisnih serijah, kot sta Triinpetdeset postaj na Tokaido in Devetinšestdeset postaj Kiso Kaido, slednja rezultat sodelovanja z Eisenom. Njegovo delo je bilo bolj realistično, subtilno obarvano in atmosferično kot Hokusaijevo; narava in letni časi so bili ključni elementi: megla, dež, sneg in mesečina so bili vidni deli njegovih kompozicij. Hirošigejevi privrženci, vključno s posvojenim sinom Hirošigejem II. in zetom Hirošigejem III., so prenesli mojstrski slog krajin v dobo Meidži.
- Mojstri poznega obdobja
- Iz serije Suikoden, Kunijoši, 1830
- Zora v Futami-ga-ura, Kunisada, c. 1832
- Šōno-džuku, iz Triinpetdeset postaj na Tokaido, Hirošige, c. 1833-34
- Dve mandarinski rački, Hirošige, 1838

### Zaton (pozno 19. stoletje)
Po smrti Hokusaija in Hirošigeja in [[obnova Meidži|obnovi Meidži]g leta 1868 je ukijo-e utrpel močan upad količine in kakovosti. Zaradi hitrega zahodnjaštva obdobja Meidži, ki je sledilo, je tiskanje na lesene bloke preusmerilo svoje storitve v novinarstvo in se soočilo s konkurenco fotografije. Praktikanti čistega ukijo-eja so postali vse redkejši, okusi pa so se odvrnili od žanra, ki je veljal za ostanek zastarele dobe. Umetniki so še naprej ustvarjali občasna opazna dela, toda do leta 1890 je tradicija zamrla.
Sintetični pigmenti, uvoženi iz Nemčije, so sredi 19. stoletja začeli nadomeščati tradicionalne organske. Veliko grafik iz tega obdobja je v veliki meri uporabljalo živo rdečo barvo in so jih imenovali aka-e (»rdeče slike«). Umetniki, kot je Jošitoši (1839–1892), so v 1860-ih vodili trend grozljivih prizorov umorov in duhov, pošasti in nadnaravnih bitij ter legendarnih japonskih in kitajskih junakov. Njegova Sto vidikov lune (1885–1892) prikazuje različne fantastične in vsakdanje teme z motivom lune. Kijočika (1847–1915) je znan po svojih grafikah, ki dokumentirajo hitro modernizacijo Tokia, kot je uvedba železnic in njegovih upodobitvah vojn Japonske s Kitajsko in Rusijo. Čikanobu (1838–1912), nekdanji slikar šole Kanō, se je v 1870-ih letih posvetil grafikam, zlasti cesarski družini in prizorom zahodnega vpliva na japonsko življenje v obdobju Meidži.
- Ukijo-e v obdobju Meidži
- Ogledalo japonskega plemstva, Tojohara Čikanobu, 1887
- From Iz stotih vidikov lune, Cukioka Jošitoši, 1891
- Rusko-japonska pomorska bitka na vhodu v Incheon: Velika zmaga japonske mornarice – Banzai!, Kijočika, 1904

### Uvod v Zahod
Razen nizozemskih trgovcev, ki so imeli trgovinske odnose vse do začetka obdobja Edo, so zahodnjaki japonski umetnosti pred sredino 19. stoletja posvečali malo pozornosti, in ko so jo, so jo le redko razlikovali od druge umetnosti z vzhoda. Švedski naravoslovec Carl Peter Thunberg je eno leto preživel v nizozemski trgovski naselbini Dedžima blizu Nagasakija in bil eden prvih zahodnjakov, ki je zbiral japonske grafike. Izvoz ukijo-eja je nato počasi rasel in v začetku 19. stoletja je zbirka nizozemskega trgovca Isaaca Titsingha pritegnila pozornost pariških poznavalcev umetnosti.
Prihod v Edo ameriškega komodorja Matthewa Perryja leta 1853 je vodil do Kanagavske pogodbe leta 1854, ki je Japonsko po več kot dveh stoletjih izolacije odprla zunanjemu svetu. Med predmeti, ki jih je prinesel nazaj v ZDA, so bile grafike ukijo-e. Takšne grafike so se v Parizu pojavljale vsaj od leta 1830, do leta 1850 pa so bile številne; sprejem je bil mešan in tudi ko so ga hvalili, je bil ukijo-e na splošno podrejen zahodnim delom, ki so poudarjala mojstrstvo naturalistične perspektive in anatomije. Japonska umetnost je postala opazna na mednarodni razstavi leta 1867 v Parizu in je postala modna v Franciji in Angliji v 1870-ih in 1880-ih. Grafike Hokusaija in Hirošigeja so imele vidno vlogo pri oblikovanju zahodnega dojemanja japonske umetnosti. V času njihove uvedbe na Zahod je bil lesni tisk najpogostejši množični medij na Japonskem in Japonci so ga imeli za majhno trajno vrednost.
Med prvimi evropskimi promotorji in učenjaki ukijo-eja in japonske umetnosti sta bila pisatelj Edmond de Goncourt in umetnostni kritik Philippe Burty, ki je skoval izraz »japonizem« (francosko le Japonisme). Odprle so se trgovine z japonskimi izdelki, vključno s trgovinami Édouarda. Desoye leta 1862 in trgovec z umetninami Siegfried Bing leta 1875. Od leta 1888 do 1891 je Bing objavljal revijo Artistic Japan v angleški, francoski in nemški izdaji in kuriral razstavo ukijo-e na École des Beaux-Arts leta 1890, ki so se je udeležili umetniki, kot je Mary Cassatt. 
Američan Ernest Fenollosa je bil prvi zahodni privrženec japonske kulture in je veliko naredil za promocijo japonske umetnosti – Hokusaijeva dela so bila vidno predstavljena na njegovi otvoritveni razstavi kot prvega kustosa japonske umetnosti v Muzeju lepih umetnosti v Bostonu, v Tokiu leta 1898 pa je kuriral prvi razstava ukijo-e na Japonskem. Do konca 19. stoletja je priljubljenost ukijo-eja na Zahodu dvignila cene, ki so presegle zmožnosti večine zbirateljev – nekateri, kot je Degas, so svoje slike zamenjali za takšne grafike. Tadamasa Hajaši je bil ugleden pariški trgovec s spoštovanim okusom, čigar pisarna v Tokiu je bila odgovorna za ocenjevanje in izvoz velikih količin ukijo-e grafik na Zahod v takšnih količinah, da so ga japonski kritiki kasneje obtožili, da je Japonski odvzel njen nacionalni zaklad. Odtok je na Japonskem najprej ostal neopažen, ko so se japonski umetniki potopili v klasične slikarske tehnike Zahoda.
Japonska umetnost, zlasti grafike ukijo-e, je vplivala na zahodno umetnost iz časa zgodnjih impresionistov. Zgodnji slikarji-zbiratelji so japonske teme in kompozicijske tehnike vključili v svoja dela že v 1860-ih: vzorčaste tapete in preproge na Manetovih slikah so bile navdihnjene z vzorčastim kimonom, ki ga najdemo na slikah ukijo-e, Whistler se je osredotočil na minljive elementi narave kot v krajinah ukijo-e. Van Gogh je bil navdušen zbiratelj in je v olju slikal kopije grafik Hirošigeja in Eisena. Degas in Cassattova sta upodabljala minljive, vsakdanje trenutke v kompozicijah in perspektivah pod japonskim vplivom. Ravna perspektiva in nemodulirane barve ukijo-eja so imele poseben vpliv na grafične oblikovalce in izdelovalce plakatov. Toulouse-Lautrecove litografije so pokazale njegovo zanimanje ne le za ploščate barve in obrise oblik ukijo-eja, ampak tudi za njihovo temo: izvajalci in prostitutke. Večino tega dela je podpisal s svojimi začetnicami v krogu, ki so posnemali pečate na japonskih grafikah. Drugi umetniki tistega časa, na katere je vplival ukijo-e, so Monet, La Farge, Gauguin in člani skupine Les Nabis, kot sta Bonnard in Vuillard. Francoski skladatelj Claude Debussy je črpal navdih za svojo glasbo iz grafik Hokusaija in Hirošigeja, najbolj vidno v La mer (1905). Imagistični pesniki, kot sta Amy Lowell in Ezra Pound, so našli navdih v grafikah ukijo-e; Lowell je objavil pesniško knjigo Pictures of the Floating World (1919) o orientalskih temah ali v orientalskem slogu.
- Ukijo-e vpliv na zahodno umetnost
- Bambusov dvor, Kjōbašijev most, Hirošige, ok.1857–58
- Nokturno: Modra in zlata – Stari Battersea most, Whistler, c. 1872–75
- Nenadna ploha nad mostom Šin-Ōhaši in Atake, Hirošige, 1857
- Most v dežju (po Hirošigeju) van Gogh, 1887
- Mary Cassatt v Louvru: Galerija slik Degas, c. 1879-80
- Ženska, ki se kopa, Mary Cassatt, c. 1890-91

## Slog
Zgodnji umetniki ukijo-e so s seboj prinesli prefinjeno znanje in usposabljanje o načelih kompozicije klasičnega kitajskega slikarstva; postopoma so ti umetniki opustili očiten kitajski vpliv in razvili domači japonski idiom. Zgodnji umetniki so bili imenovani »primitivci« v smislu, da je bil tiskarski medij nov izziv, ki so mu prilagodili te stoletja stare tehnike - njihove podobe se ne štejejo za »primitivne«. Številni umetniki ukijo-e so se usposabljali pri učiteljih Kanō in drugih slikarskih šolah.
Značilnost večine grafik ukijo-e je dobro definirana, krepka, ravna črta. Najzgodnejše grafike so bile enobarvne in črte so bile edini natisnjeni element; tudi s pojavom barve je ta značilna linija še naprej prevladovala. V kompoziciji ukijo-e so oblike razporejene v ravnih prostorih s figurami, ki so običajno v eni globinski ravnini. Pozornost so pritegnili vertikalni in horizontalni odnosi ter podrobnosti, kot so linije, oblike in vzorci, kot so tisti na oblačilih. Kompozicije so bile pogosto asimetrične, pogled pa je bil pogosto iz neobičajnih kotov, na primer od zgoraj. Elementi slik so bili pogosto obrezani, kar je kompoziciji dalo spontan občutek. Pri barvnih odtisih so obrisi večine barvnih področij ostro definirani, običajno s črtami. Estetika ravnih barvnih področij je v nasprotju z moduliranimi barvami, pričakovanimi v zahodni tradiciji in z drugimi vidnimi sodobnimi tradicijami v japonski umetnosti, ki jo spodbuja višji razred, kot na primer v subtilnih enobarvnih potezah črnila pri slikanju s čopičem zenga ali tonskih barvah slikarske šole Kanō.
Barviti, bahavi in kompleksni vzorci, zaskrbljenost zaradi spreminjajoče se mode ter napete, dinamične poze in kompozicije v ukijo-e so v osupljivem nasprotju s številnimi koncepti tradicionalne japonske estetike. Izstopajoč med temi je vabi-sabi, ki daje prednost preprostosti, asimetriji in nepopolnosti, z dokazom minevajočega časa; šibui pa ceni subtilnost, ponižnost in zadržanost. Ukijo-e je lahko manj v nasprotju z estetskimi koncepti, kot je živahni, urbani slog iki.
Ukijo-e prikazuje nenavaden pristop k grafični perspektivi, ki se lahko zdi premalo razvit v primerjavi z evropskimi slikami istega obdobja. Geometrična perspektiva v zahodnem slogu je bila znana na Japonskem – najbolj vidno so jo izvajali slikarji Akita ranga iz 1770-ih – tako kot kitajske metode za ustvarjanje občutka globine z uporabo homogenosti vzporednih črt. Tehniki sta se včasih pojavljali skupaj v delih ukijo-e, geometrijska perspektiva je zagotavljala iluzijo globine v ozadju in bolj ekspresivna kitajska perspektiva v ospredju. Tehnike so se najverjetneje najprej naučili prek slik v kitajskem zahodnem slogu in ne neposredno iz zahodnih del. Umetniki so jih dolgo potem, ko so se seznanili s temi tehnikami, še naprej usklajevali s tradicionalnimi metodami glede na svoje kompozicijske in izrazne potrebe. Drugi načini označevanja globine so vključevali kitajsko tristransko kompozicijsko metodo, ki se uporablja v budističnih slikah, kjer je velika oblika postavljena v ospredje, manjša v sredino in še manjša v ozadje; to je mogoče videti v Hokusaijevem Velikem valu, z velikim čolnom v ospredju, manjšim za njim in majhno goro Fudži za njima.
Že od zgodnjega ukijo-eja je obstajala težnja po poziranju lepotic v tem, kar je umetnostna zgodovinarka Midori Vakakura imenovala »kačasta drža«, ki vključuje telesa subjektov, ki se nenaravno zvijajo, medtem ko so obrnjeni sami sebi. Umetnostni zgodovinar Motoaki Kōno je domneval, da ima to svoje korenine v tradicionalnem plesu bujō; Haruo Suva je nasprotoval, da so poze umetniška licenca umetnikov ukijo-eja, zaradi česar na videz sproščena poza doseže nenaravne ali nemogoče fizične skrajnosti. To je ostalo tudi, ko so bile tehnike realistične perspektive uporabljene za druge dele kompozicije.

### Teme in žanri
Tipične teme so bile ženska lepota (bidžin-ga), kabuki igralci (jakuša-e) in krajina. Upodobljene ženske so bile najpogosteje kurtizane in gejše v prostem času ter so promovirale razvedrilo v rekreacijskih predelih. Podrobnosti, s katerimi so umetniki upodabljali modo in pričeske kurtizan, omogočajo zanesljivo datiranje grafik. Manj pozornosti je bilo namenjene natančnosti telesnih lastnosti žensk, ki so sledile današnji slikovni modi – obrazi so bili stereotipni, telesa so bila visoka in suhljata v eni generaciji in drobna v drugi. Veliko povpraševanje je bilo po portretih znanih osebnosti, zlasti tistih iz sveta kabukija in suma, dveh najbolj priljubljenih razvedril tega obdobja. Medtem ko je pokrajina za mnoge zahodnjake opredeljevala ukijo-e, so pokrajine v zgodovini ukijo-eja razcvetele relativno pozno. 
Grafike so zrasle iz knjižne ilustracije – veliko Moronobujevih prvih enostranskih natisov je bilo prvotno strani iz knjig, ki jih je ilustriral. E-hon knjige z ilustracijami so bile priljubljene in še naprej pomembno sredstvo za umetnike ukijo-e. V poznem obdobju je Hokusai izdelal Sto pogledov na goro Fudži v treh zvezkih in Hokusai manga v 15 zvezkih, pri čemer je slednja zbirka več kot 4000 skic najrazličnejših realističnih in fantastičnih tem.
Tradicionalne japonske religije seksa ali pornografije ne smatrajo za moralno pokvarjenost v smislu večine abrahamskih ver, in dokler jih spreminjajoča se morala v obdobju Medžji ni pripeljala do zatiranja, so bile erotične grafike šunga glavni žanr. Medtem ko je režim Tokugava na Japonskem uveljavljal stroge zakone o cenzuri, pornografija ni veljala za pomemben prekršek in je na splošno naletela na odobravanje cenzorjev. Mnoge od teh grafik so kazale visoko raven risarskega znanja in pogosto humorja v svojih eksplicitnih upodobitvah prizorov v spalnici, voajerjev in prevelike anatomije. Tako kot pri upodobitvah kurtizan so bile tudi te podobe tesno povezane z zabavo četrti za užitek. Skoraj vsak mojster ukijo-eja je na neki točki izdelal šungo. Zapisi o družbenem sprejemanju šunge so odsotni, čeprav Timon Screech trdi, da so skoraj zagotovo obstajali nekateri pomisleki glede te zadeve in da so kasnejši zbiralci, zlasti na Zahodu, pretiravali z njeno stopnjo sprejemljivosti.
Prizori iz narave so bili skozi zgodovino pomemben del azijske umetnosti. Umetniki so natančno preučevali pravilne oblike in anatomijo rastlin in živali, čeprav so upodobitve človeške anatomije vse do modernih časov ostale bolj domišljijske. Naravne grafike ukijo-e se imenujejo kačō-e, kar pomeni »slike rož in ptic«, čeprav je bil žanr odprt za več kot le rože ali ptice, rože in ptice pa se niso nujno pojavile skupaj. Hokusaijeve podrobne, natančne grafike narave so zaslužne za uveljavitev kačō-e kot žanra.
Reforme Tenpō iz 1840-ih so zatrle upodabljanje igralcev in kurtizan. Poleg pokrajin in kačō-e so se umetniki obrnili k upodobitvam zgodovinskih prizorov, kot so starodavni bojevniki ali prizori iz legend, literature in religije. Zgodba o Gendžiju iz 11. stoletja in Zgodba o Heikeju iz 13. stoletja sta bili vir umetniškega navdiha v celotni japonski zgodovini, vključno z ukijo-e.  Znani bojevniki in mečevalci, kot je Mijamoto Musaši (1584–1645), so bili pogoste teme, prav tako upodobitve pošasti, nadnaravnega in junakov japonske in kitajske mitologije.
Od 17. do 19. stoletja se je Japonska izolirala od preostalega sveta. Trgovina, predvsem z Nizozemci in Kitajci, je bila omejena na otok Dedžima blizu Nagasakija. Nenavadne slike, imenovane Nagasaki-e, so bile tujcem in njihovim blagom prodane turistom. Sredi 19. stoletja, po letu 1859, je Jokohama postala glavna tuja naselbina, iz katere se je zahodno znanje razširilo na Japonsko. Zlasti od leta 1858 do 1862 so grafike Jokohama-e z različnimi ravnmi dejstev in domišljije dokumentirale rastočo skupnost svetovnih prebivalcev, s katerimi so Japonci zdaj prihajali v stik; triptihi prizorov Zahodnjakov in njihove tehnologije so bili posebej priljubljeni.
Specializirane grafike so vključevale surimono, deluxe, omejene izdaje, namenjene poznavalcem, od katerih je bila petvrstična pesem kjōka običajno del oblikovanja; in učiva-e potiskane ročne pahljače, ki pogosto trpijo zaradi rokovanja.
- Ukijo-e žanri
- Jakuša-e grafika dveh kabuki igralcev, Šaraku, 1794
- Sumo rokoborci na pripravah, e-hon stran iz Hokusai Manga, Hokusai, začetek 19. stoletja
- Potonike in kanarček Kačō-ga Hokusaija, c. 1834
- Iz erotičnega šunga seks priročnika Zakladi, skriti v naših žepih, Eisen, ok. 1830–40
- Angleški par, jokohama-e, Utagava Jošitora, 1860

### Akademske publikacije
- Fitzhugh, Elisabeth West (1979). »A Pigment Census of Ukiyo-E Paintings in the Freer Gallery of Art«. Ars rientalis. Freer Gallery of Art, The Smithsonian Institution and Department of the History of Art, University of Michigan. 11: 27–38. JSTOR 4629295.
- Fleming, Stuart (november–december 1985). »Ukiyo-e Painting: An Art Tradition under Stress«. Archaeology. Archaeological Institute of America. 38 (6): 60–61, 75. JSTOR 41730275.{{navedi časopis}}:  Vzdrževanje CS1: samodejni prevod datuma (povezava)
- Hickman, Money L. (1978). »Pogledi na plavajoči svet (angl)«. MFA Bulletin. Museum of Fine Arts, Boston. 76: 4–33. JSTOR 4171617.
- Meech-Pekarik, Julia (1982). »Zgodnji zbiralcijaponskih grafik in Metropolitanski muzej umetnosti (angl)«. Metropolitan Museum Journal. University of Chicago Press. 17: 93–118. JSTOR 1512790.
- Kita, Sandy (september 1984). »An Illustration of the Ise Monogatari: Matabei and the Two Worlds of Ukiyo«. The Bulletin of the Cleveland Museum of Art. Cleveland Museum of Art. 71 (7): 252–267. JSTOR 25159874.{{navedi časopis}}:  Vzdrževanje CS1: samodejni prevod datuma (povezava)
- Singer, Robert T. (Marec–april 1986). »Japansko slikarstvo v obdobju Edo«. Archaeology. Archaeological Institute of America. 39 (2): 64–67. JSTOR 41731745.
- Tanaka, Hidemichi (1999). »Šaraku je Hokusaj: O lesorezih z bojevniki in grafikah z igralci Shunrôja(Hokusaja) (angl)«. Artibus et Historiae. IRSA s.c. 20 (39): 157–190. JSTOR 1483579.
- Thompson, Sarah (Winter–Spring 1986). »Svet japonskih grafik (angl)«. Philadelphia Museum of Art Bulletin. Philadelphia Museum of Art. 82 (349/350, The World of Japanese Prints): 1, 3–47. JSTOR 3795440.
- Toishi, Kenzō (1979). »Poslikani svitki(angl)«. Ars Orientalis. Freer Gallery of Art, The Smithsonian Institution and Department of the History of Art, University of Michigan. 11: 15–25. JSTOR 4629294.
- Watanabe, Toshio (1984). »Zahodna slika japonske umetnosti kasnega obdobja Edo (angl)«. Modern Asian Studies. Cambridge University Press. 18 (4): 667–684. doi:10.1017/s0026749x00016371. JSTOR 312343.
- Weisberg, Gabriel P. (april 1975). »Vidiki japonizma«. The Bulletin of the Cleveland Museum of Art. Cleveland Museum of Art. 62 (4): 120–130. JSTOR 25152585.{{navedi časopis}}:  Vzdrževanje CS1: samodejni prevod datuma (povezava)
- Weisberg, Gabriel P.; Rakusin, Muriel; Rakusin, Stanley (Spring 1986). »Kako razumeti umetnostno Japonsko (angl)«. The Journal of Decorative and Propaganda Arts. Florida International University Board of Trustees on behalf of The Wolfsonian-FIU. 1: 6–19. JSTOR 1503900.

### Splet
- »Utamaro woodblock print fetches world-record €745,000 in Paris«. Agence France-Presse–Jiji Press. 23. junij 2016. Arhivirano iz prvotnega spletišča dne 24. junija 2016. Pridobljeno 6. decembra 2016.
- Fiorillo, John. »Kindai Hanga«. Viewing Japanese Prints. Pridobljeno 7. decembra 2013.
- Fiorillo, John. »FAQ: Care and Repair of Japanese Prints«. Viewing Japanese Prints. Pridobljeno 17. decembra 2013.
- Fiorillo, John. »FAQ: "Original" Prints«. Viewing Japanese Prints. Pridobljeno 17. decembra 2013.
- Fiorillo, John. »FAQ: How do you grade quality and condition?«. Viewing Japanese Prints. Pridobljeno 17. decembra 2013.
- Fiorillo, John. »Deceptive Copies (Takamizawa Enji)«. Viewing Japanese Prints. Pridobljeno 17. decembra 2013.